# Coniopteryx (Xeroconiopteryx) atlantica
Coniopteryx (Xeroconiopteryx) atlantica is een insect uit de familie van de dwerggaasvliegen (Coniopterygidae), die tot de orde netvleugeligen (Neuroptera) behoort. 
Coniopteryx (Xeroconiopteryx) atlantica is voor het eerst wetenschappelijk beschreven door Ohm in 1963.